# Alfred Rohm von Hermannstädten
Alfred Emanuel Ritter Rohm von Hermannstädten (* 26. März 1858 in Hermannstadt; † 29. November 1925 in Wien) war ein österreichisch-ungarischer General. Neben seinem Dienst in verschiedenen Garnisonen diente er von 1897 bis 1905 in der Militärkanzlei Seiner Majestät des Kaisers und Königs. Während des Ersten Weltkrieges erreichte er den Rang eines Feldzeugmeisters in der k.u.k.-Armee und war 1917 stellvertretender Kriegsminister.

## Leben
Alfred Emanuel Rohm wurde als zweiter von drei Söhnen des Militärarztes Josef Rohm (1810–1890) in Hermannstadt geboren, der 1873 zum Ritter geschlagen wurde (das Prädikat von Hermannstädten bezieht sich auf die Stadt Hermannstadt). Er studierte an der Technischen Militärakademie in Wien und trat 1878 als Leutnant in das Genieregiment Nr. 2 ein. Später vervollständigte er seine Ausbildung an der K.u.k. Kriegsschule in Wien und wurde 1884 als Leutnant in den Generalstab versetzt. Im Jahr 1888 wurde er zum Hauptmann befördert und war ab 1894 Stabschef der 10. Infanteriedivision in Josefov. 1897 bis 1905 diente er in der Militärkanzlei von Kaiser Franz Joseph I., wo er 1900 zum Oberst befördert wurde.
Im Jahr 1906 erreichte er den Rang eines Generalmajors, wurde dann Kommandeur des Infanterieregiments Nr. 94 und anschließend Kommandeur der 28. Infanteriebrigade in Sopron. Ab 1910 war er Sektionschef im k.u.k. Kriegsministerium und wurde im selben Jahr in den Rang eines Feldmarschallleutnants befördert. Im Oktober 1914 erhielt er Titel und Charakter eines Feldzeugmeisters, und am 1. Mai 1915 wurde dieser Rang im aktiven Dienst bestätigt. 1916 wurde ihm der Titel eines Geheimrats verliehen, mit dem Recht, mit Exzellenz angesprochen zu werden. Von Mai bis November 1917 war er stellvertretender Kriegsminister. Ende 1917 trat er in den Ruhestand und wurde am 1. Januar 1919 offiziell aus der Armee entlassen. Seitdem lebte er privat in Wien.
Sein älterer Bruder Josef Franz Rohm (1855–1922) arbeitete als Diplomat und war zuletzt Generalkonsul in Ancona. Der jüngere Bruder Rudolf Rohm (1866–1945) arbeitete im Staatsdienst und war Sektionschef im Innenministerium.

## Titel und Auszeichnungen
Während seiner militärischen Laufbahn erhielt er zahlreiche Auszeichnungen nicht nur in Österreich-Ungarn, sondern aufgrund seiner internationalen Kontakte auch aus dem Ausland.

### Österreich-Ungarn
- Kriegsmedaille (1879)
- Jubiläums-Gedenkmedaille (1898)
- Militär-Verdienstmedaille in Bronze (1900)
- Verdienstabzeichen für Offiziere III. Klasse (1903)
- Orden der Eisernen Krone III. Klasse (1903)
- Ritterkreuz des Leopold-Ordens (1905)
- Militär-Jubiläumskreuz (1908)
- Verdienstabzeichen für Offiziere II. Klasse (1913)
- Militär-Verdienstkreuz III. Klasse (1914)
- Verdienstorden des Roten Kreuzes mit Kriegsdekoration (1915)
- Komturkreuz des Leopold-Ordens mit Kriegsdekoration (1915)
- Militär-Verdienstmedaille in Bronze (1916)
- Orden der Eisernen Krone Erster I. Klasse mit Kriegsdekoration (1917)[6]

### Ausland
- Orden der Krone von Thailand III. Klasse (1897, Siam)
- Takovo-Orden II. Klasse (1900, Serbien)
- Roter Adlerorden II. Klasse (1900, Preußen)
- Sonnen- und Löwenorden II. Klasse (1900, Persien)
- Ritter des Albrechts-Ordens (1903, Sachsen)
- Leopoldsorden (1904, Belgien)
- St.-Olav-Orden (1904, Norwegen)
- Hausorden der Wendischen Krone (1904, Mecklenburg)
- Eisernes Kreuz II. Klasse (1916, Deutschland)
- Medjidie-Orden I. Klasse (1917, Osmanisches Reich)
- Eisernes Kreuz I. Klasse (1918, Deutschland)